# 中国驻哥斯达黎加大使馆
中华人民共和国驻哥斯达黎加共和国大使馆（西班牙語：Embajada de la República Popular China en la República de Costa Rica），简称中国驻哥斯达黎加大使馆，是中华人民共和国驻哥斯达黎加的外交代表机构。驻哥斯达黎加大使馆兼辖对未建交国危地马拉的相关事务。

## 机构设置
中国驻哥斯达黎加大使馆设置下列机构：
- 政治处
- 领事侨务处
- 经济商务处
- 文化组
- 教育组
- 科技组
- 办公室